# Auch Liebe macht mal Ferien 2
Auch Liebe macht mal Ferien 2 (Originaltitel: Why Did I Get Married Too?) ist eine US-amerikanische Liebeskomödie aus dem Jahr 2010 von Tyler Perry, der zudem in der Hauptrolle des Terry Brock zu sehen ist. Eine der Hauptrollen übernahm wie schon im ersten Teil „Auch Liebe macht mal Ferien“ (2007) die US-amerikanische Schauspielerin und Sängerin Janet Jackson.

## Handlung
Die vier Paare bereiten sich auf ihre nächste Eheklausur auf den Bahamas vor. Sheila und ihr neuer Ehemann Troy sind die ersten, die ankommen, gefolgt (in dieser Reihenfolge) von Patricia und Gavin, Terry und Dianne sowie Angela und Marcus. Die Männer und Frauen trennen sich, um über das Gute und das Schlechte in ihren Ehen zu sprechen. Überraschend taucht Sheilas Ex-Mann Mike auf und Angela fängt sofort einen Streit an, bis er die Frauen allein lässt, um zu den Männern zu gehen. Die Jungs und die Mädchen sind verärgert, dass Mike da ist, aber sie beschließen, ihn bleiben zu lassen.
An diesem Abend spricht er über seine und Sheilas Beziehung, was Troy verärgert. Dianne nennt Terry im Laufe des Gesprächs versehentlich „Phil“. Angela besteht darauf, das Passwort für Marcus’ Handy zu bekommen, weil sie ihm misstraut, aber Marcus lenkt sie mit Sex ab. Dianne und Terry hören später einen Streit und denken, dass es sich um Angela und Marcus handelt, aber es stellt sich heraus, dass es Patricia und Gavin sind. Als Dianne der Sache nachgehen will, findet sie Patricia, kann sie aber nicht dazu bringen, ihr zu sagen, was los ist. Am nächsten Morgen macht Sheila klar, dass Mike zwar sagt, er vermisse sie, aber sie sei über ihn hinweg. Am Strand treffen die Frauen auf ein älteres Ehepaar, das versehentlich die Asche eines Freundes auf Angela geworfen hat. Sheila lädt sie zum Abendessen ein, und sie nehmen an. Bei der „Warum habe ich geheiratet?“-Zeremonie verkündet Patricia der Gruppe, dass sie und Gavin sich scheiden lassen werden, woraufhin Gavin verstört und verärgert von ihr weggeht, weil er nicht wusste, dass sie es ihnen ankündigen würde.
Zurück in Atlanta treffen Gavin und sein Anwalt auf Patricia und ihre Anwältin Dianne. Patricia und Gavin haben beschlossen, bei der Einigung alles in der Mitte zu teilen, aber Gavin enthüllt, dass Patricia das Konto mit ihren 850.000 Dollar Bucheinnahmen nicht herausgegeben hat. Patricia weigert sich, Gavin etwas von ihrem Buchgeld zu geben, aber als sie geht, rät Gavin Dianne, Patricia zu sagen, sie solle sich auf einen Kampf vorbereiten", da er auch die Hälfte dieses Kontos bekommen wolle. Unterdessen erzählt Angelas Nachbarin, dass sie sexuelle Geräusche aus dem Haus hört, wenn Angela nicht zu Hause ist. Angela glaubt, dass Marcus sie betrügt und konfrontiert ihn live in seiner Fernsehsendung, bevor er ihr schließlich das Passwort für sein Telefon gibt. Gavin kommt sehr betrunken nach Hause und stellt Patricia zur Rede. Er nimmt die Babyfotos ihres Sohnes an sich und verspottet sie wegen ihrer vermeintlichen Emotionslosigkeit, auch in Bezug auf ihre Scheidung und den Tod ihres Sohnes, und greift sie dann an, übergießt sie mit Wodka und verbrennt die Fotos.
An anderer Stelle erklärt sich Mike auf Sheilas Bitte hin bereit, Troy bei der Suche nach einem Job zu helfen. Angela hält Dianne und Sheila einen Vortrag darüber, wie alle Männer betrügen. Patricia tauscht die Schlösser aus und ertappt Gavin, Terry und Marcus dabei, wie sie Gavins Sachen ausräumen. Dann erfährt sie, dass Gavin ihr gesamtes Geld genommen hat, einschließlich ihres Buchgeldes; wütend zerschlägt Patricia das Haus mit seinen Golfschlägern. Angela kommt früh nach Hause, um Marcus beim Fremdgehen zu erwischen, und findet ein Pärchen in ihrem Bett. Nachdem sie das Zimmer durchsucht hat, stellt sie jedoch fest, dass es nur der Gärtner und das Hausmädchen waren, die Sex hatten. Terry konfrontiert Dianne schließlich mit ihrer Untreue; sie offenbart, dass sie eine emotionale Affäre hatte und bittet um Vergebung. Marcus und Angela streiten sich, versöhnen sich dann aber wieder, nachdem Angela entdeckt hat, dass Marcus ein anderes Telefon hat. Troy kommt in Mikes Wohnung an, nachdem er herausgefunden hat, dass Mike ihm seinen Job bei der Polizei besorgt hat. Als er Sheila dort vorfindet, greift er Mike wütend an. Sheila gesteht ihm unter Tränen, dass sie Mike zur Chemotherapie gebracht hat; sie versucht, sich für ihre Unehrlichkeit zu entschuldigen, aber er verlässt sie.
Die Frauen gehen zu Patricia nach Hause, um sie zu trösten. Bald merken sie, dass sie mit ihrem ständigen Egoismus, ihren Lügen, ihrer Unehrlichkeit und ihrer Rücksichtslosigkeit ihre Ehen und ihr Leben ruinieren. Am nächsten Tag entschuldigt sich Troy bei Mike, der ihm verzeiht und Troy zu einem Drink mit ihm und den Jungs einlädt, womit eine neue Freundschaft beginnt.
Mike rät den Männern, ihre Ehen in Ordnung zu bringen, denn das Leben ist zu kurz. Später an diesem Tag wird Gavin von einer wütenden Patricia bei seiner Arbeit gedemütigt und zurechtgewiesen. Als Patricia zusieht, wie er wegfährt, wird Gavin von einem entgegenkommenden Lastwagen erfasst und schwer verletzt. Während alle darauf warten, wie es ihm geht, weist eine tränenreiche und reumütige Patricia die Frauen an, ihre Ehen zu kitten, und alle versöhnen sich. Gavins Arzt taucht auf und teilt der Gruppe mit, dass er gestorben ist. Die Paare beschließen, auf den Bahamas eine Gedenkfeier für Gavin abzuhalten.
Als Patricia ein Jahr später ein Universitätsgebäude verlässt, wird sie von einer Kollegin angesprochen. Sie erzählt Patricia, dass sie jemanden kennt, der sie treffen möchte, einen Philanthropen, aber Patricia lehnt ab. Die Professorin sagt ihr daraufhin, dass sie ihn wenigstens grüßen kann, weil die Universität Geld braucht. Der Mann erzählt ihr, dass ihre Bücher ihm bei der Bewältigung seiner Scheidung geholfen haben, und lädt sie zu einem Kaffee ein. Der Film endet damit, dass Patricia ihn anlächelt.

## Produktion
Am 5. Juni 2009 wurde bekannt, dass Janet Jackson wieder die Rolle der Patricia verkörpern würde. Damit war sie das dritte Cast-Mitglied aus dem Vorgängerfilm, das seine Teilnahme an der Fortsetzung bestätigte. Als Michael Jackson, Janet Jacksons Bruder, starb, wurde die Filmproduktion für kurze Zeit gestoppt. Am 6. August 2009 twitterte Jackson, dass sie ihre Szenen abgedreht hat. Bereits am 16. Juni 2009 hatte Tyler Perry bestätigt, dass der gesamte Cast des ersten Films für die Fortsetzung zurückkehren wird.

## Rezeption
Der Film erhielt gemischte bis negative Kritiken. Basierend auf 47 Einschätzungen erreichte der Film bei Rotten Tomatoes nur eine Wertung von 26 % mit einer durchschnittlichen Punktzahl von 4.5/10. Im Vergleich erhielt der Film bei Metacritic eine durchschnittliche Bewertung von 43 %, basierend auf 14 Kritiken.
Die Zeitschrift Entertainment Weekly schrieb in ihrem Review: „Es ist ein Widerspruch in sich, den phänomenal erfolgreichen, produktiven Unterhaltungskünstler Tyler Perry mit dem Attribut ‚träge‘ in Verbindung zu bringen, aber es gibt keine bessere Beschreibung für diesen Film: Furchtbare Kameraarbeit und plump geschnitten.“ Die deutsche Filmzeitschrift Cinema war der Meinung, der Film wäre „schneller erzählt als der Vorgänger“, allerdings seien „die rührseligen Schicksale kaum zu ertragen“. Der Filmdienst quittierte: „Anspruchslose Fortsetzung der Therapiestunde“, bei der „lediglich der Austragungsort des eher komödiantisch gefärbten als dramatischen Geplänkels wechselt“.

## Einspielergebnis
Auch Liebe macht mal Ferien 2 spielte am Eröffnungswochenende insgesamt 30,2 Mio. US-Dollar ein und rangierte damit auf dem zweiten Platz hinter dem zeitgleich anlaufenden Kampf der Titanen. Das Einspielergebnis ist das drittbeste für Tyler Perry. Bis zum 6. Juni 2010 erspielte der Film über 60 Mio. US-Dollar in den USA.

## Soundtrack
Janet Jackson nahm für den Film den Song „Nothing“ auf, der in den USA als Singleauskopplung veröffentlicht wurde. Darüber hinaus wurde der Song „Battles“ von Cameron Rafati im Film verwendet, sowie der Song „Still“ der Norwegerin Christel Alsos. Der Soundtrack wurde unter dem Label von So So Def Recordings veröffentlicht und von Malaco Records vertrieben.

## Ehrungen
Der Film erhielt bei den NAACP Image Awards im Jahr 2011 Nominierungen in den Kategorien Bester Film, Beste Hauptdarstellerin (Janet Jackson), Beste Nebendarstellerin (Jill Scott) sowie Bestes Drehbuch (Tyler Perry). Außerdem war der Film als Bester Film bei den BET Awards nominiert. Der Filmkomponist Aaron Zigman konnte bei den BMI Film & TV Awards im Jahr 2010 den Preis für die Beste Filmmusik gewinnen.